# Station Wustrau-Radensleben
Station Wustrau-Radensleben is een spoorwegstation in de Duitse plaats Neuruppin. Het station werd in 1899 geopend. Tegenwoordig is het geen station meer maar een halte.
In de nacht van 7 op 8 juli 2014 raakte een deel van het station zwaar beschadigd door een brand. De schade werd in de jaren erna hersteld.
Sinds 2022 is het stationsgebouw een monument.